# Bathypora
Bathypora is een geslacht van mosdiertjes uit de familie van de Electridae. De wetenschappelijke naam van het geslacht is voor het eerst geldig gepubliceerd door MacGillivray in 1885.

## Soorten
De volgende soorten zijn bij het geslacht ingedeeld:
- Bathypora bicolor (Hincks, 1881)
- Bathypora nitens (Hincks, 1880)